# Internationale Cricket-Saison 2018
Die internationale Cricket-Saison 2018 fand zwischen Mai 2018 und September 2018 statt. Als Sommersaison wurden vorwiegend Heimspiele der Mannschaften aus Europa und Afrika ausgetragen, welche durch das ICC Future Tours Programm 2011–2020 vorgegeben waren. Die ausgetragenen Tests der internationalen Touren bildeten die Grundlage für die ICC Test Championship. Die ODI bildeten den Grundstock für die ICC ODI Championship und die Twenty20-Spiele für die ICC T20I Championship. Neben der Tour Indiens in England war der Asia Cup 2018 das Highlight der Saison. auch bestritt Irland seinen ersten Test zu Beginn der Saison.

## Überblick

### Internationale Touren
| Beginn          | Heimteam                             | Auswärtsteam | Resultate | Resultate | Resultate | Artikel |
| Beginn          | Heimteam                             | Auswärtsteam | Test      | ODI       | Twenty20  | Artikel |
| --------------- | ------------------------------------ | ------------ | --------- | --------- | --------- | ------- |
| 11. Mai 2018    | Irland                               | Pakistan     | 0–1 [1]   |           |           | Artikel |
| 24. Mai 2018    | England                              | Pakistan     | 1–1 [2]   |           |           | Artikel |
| 31. Mai 2018    | West Indies gg. Rest of the World XI |              |           | 1–0 [1]   | Artikel   |         |
| 3. Juni 2018    | Afghanistan                          | Bangladesch  |           |           | 3–0 [3]   | Artikel |
| 6. Juni 2018    | West Indies                          | Sri Lanka    | 1–1 [3]   |           |           | Artikel |
| 10. Juni 2018   | Schottland                           | England      |           | 1–0 [1]   |           | Artikel |
| 12. Juni 2018   | Schottland                           | Pakistan     |           |           | 0–2 [2]   | Artikel |
| 13. Juni 2018   | England                              | Australien   |           | 5–0 [5]   | 1–0 [1]   | Artikel |
| 14. Juni 2018   | Indien                               | Afghanistan  | 1–0 [1]   |           |           | Artikel |
| 27. Juni 2018   | Irland                               | Indien       |           |           | 0–2 [2]   | Artikel |
| 3. Juli 2018    | England                              | Indien       | 4–1 [5]   | 2–1 [3]   | 1–2 [3]   | Artikel |
| 4. Juli 2018    | West Indies                          | Bangladesch  | 2–0 [2]   | 1–2 [3]   | 1–2 [3]   | Artikel |
| 12. Juli 2018   | Sri Lanka                            | Südafrika    | 2–0 [2]   | 2–3 [5]   | 1–0 [1]   | Artikel |
| 13. Juli 2018   | Simbabwe                             | Pakistan     |           | 0–5 [5]   |           | Artikel |
| 1. August 2018  | Niederlande                          | Nepal        |           | 1–1 [2]   |           | Artikel |
| 20. August 2018 | Irland                               | Afghanistan  |           | 1–2 [3]   | 0–2 [3]   | Artikel |

### Internationale Turniere
| Beginn             | Turnier                                     | Land                         |
| ------------------ | ------------------------------------------- | ---------------------------- |
| 29. April 2018     | ICC World Cricket League Division Four 2018 | Malaysia                     |
| 12. Juni 2018      | Netherlands Tri-Nation Series 2018          | Niederlande                  |
| 1. Juli 2018       | Zimbabwe Tri-Nation Series 2018             | Simbabwe                     |
| 29. August 2018    | Asia Cup Qualifier 2018                     | Malaysia                     |
| 15. September 2018 | Asia Cup 2018                               | Vereinigte Arabische Emirate |

### Fortlaufende Turniere
| Dauer     | Turnier                                             |
| --------- | --------------------------------------------------- |
| 2018–2019 | Qualifikation zum ICC World Twenty20 Qualifier 2020 |

### Internationale Touren (Frauen)
| Beginn        | Heimteam  | Auswärtsteam | Resultate | Resultate | Artikel |
| Beginn        | Heimteam  | Auswärtsteam | WODI      | WTwenty20 | Artikel |
| ------------- | --------- | ------------ | --------- | --------- | ------- |
| 4. Mai 2018   | Südafrika | Bangladesch  | 5–0 [5]   | 3–0 [3]   | Artikel |
| 6. Juni 2018  | Irland    | Neuseeland   | 0–3 [3]   | 0–1 [1]   | Artikel |
| 9. Juni 2018  | England   | Südafrika    | 2–1 [3]   |           | Artikel |
| 28. Juni 2018 | Irland    | Bangladesch  |           | 1–2 [3]   | Artikel |
| 7. Juli 2018  | England   | Neuseeland   | 2–1 [3]   |           | Artikel |

### Internationale Turniere (Frauen)
| Beginn         | Turnier                                   | Land        |
| -------------- | ----------------------------------------- | ----------- |
| 8. August 2019 | Women’s Asia Cup 2018                     | Malaysia    |
| 20. Juni 2018  | England Women’s Tri-Nation Series 2018    | England     |
| 7. Juli 2018   | ICC Women’s World Twenty20 2018 Qualifier | Niederlande |

## Nationale Meisterschaften
Aufgeführt sind die nationalen Meisterschaften der Full Member des ICC.
| Land        | First-Class                        | List A                                                | Twenty20                      |
| ----------- | ---------------------------------- | ----------------------------------------------------- | ----------------------------- |
| Afghanistan |                                    | Ghazi Amanullah Khan Regional One Day Tournament 2018 |                               |
| England     | County Championship 2018           | Royal London One-Day Cup 2018                         | Twenty20 Cup 2018             |
| Indien      |                                    |                                                       | Indian Premier League 2018    |
| Irland      | Inter-Provincial Championship 2018 | Inter-Provincial Cup 2018                             | Inter-Provincial Trophy 2018  |
| Pakistan    |                                    | Pakistan Cup 2018                                     |                               |
| Sri Lanka   |                                    | Super Four Provincial Limited Over Tournament 2018    |                               |
| West Indies |                                    |                                                       | Caribbean Premier League 2018 |